# Shock rock
El shock rock, también conocido como rock teatral, es un amplio término para los artistas que combinan el rock con elementos de valor teatral en actuaciones en vivo.

## Historia y origen
Posiblemente el primer roquero de choque fue Screamin' Jay Hawkins. Después del éxito de su hit «I Put A Spell On You» (1957), Hawkins comenzó a realizar un truco recurrente en muchos de sus shows en vivo: salía de un ataúd cantando en un micrófono con forma de cráneo y hacía detonar bombas de humo.
Otro artista que realizaba acrobacias similares fue el cantante británico Screaming Lord Sutch (David Sutch, 1940-1999).
Los años sesenta trajo varios artistas híbridos de rock de choque. En el Reino Unido, los miembros de The Who a menudo destruían sus instrumentos. La banda The Move hacia lo mismo con aparatos de televisión, y Arthur Brown usaba un maquillaje muy vivo y un casco en llamas. En Estados Unidos, Jimi Hendrix posaba su guitarra en el "Monterey Pop Festival" en 1967, en la misma época, The Doors con su líder Jim Morrison quien tenía una actitud errática y rebelde en el escenario, mientras que en Detroit el músico Iggy Pop, (influido a su vez por la actitud de Jim Morrison), era más violento, con una personalidad aún más errática en escena, esto le señala un amplio reconocimiento, como Iggy Pop solía arrojarse sobre el escenario, y con frecuencia los miembros de la banda sufrían lesiones.
A mediados de los años sesenta, el líder de la banda estadounidense Alice Cooper realizaba un refinado shock rock, con trucos de ilusión de alto nivel, como fingir una decapitación con la utilización de los elaborados efectos especiales.
Más adelante, Kiss con sus presentaciones a gran escala, como soplar fuego, tocar de una manera sincronizada y simultánea los instrumentos, escupir sangre, volar literalmente a través del escenario y explotar fuegos artificiales desde sus guitarras.
Se le puede atribuir la creación del género como propio, a Alice Cooper, y a la banda Kiss, ya que estas dos bandas fueron una poderosa inspiración para muchos artistas futuros de mediados de 1970 como W.A.S.P., Twisted Sister, y King Diamond de los años 80 o Marilyn Manson de los años 1990. Cooper y Kiss son los acreditados por la invención del Shock Rock verdadero, así como el comercio marcado Shock Rock.
El desagradable y frecuente hábito de Lou Reed a mediados de 1970 de simular una inyección de heroína vía intravenosa, mientras la realiza también podría ser considerado un acto de shock rock de la teatralidad de sinergia, especialmente cuando se llevó a cabo durante su banda canción de The Velvet Underground "Heroin".
Desde los años setenta hasta su muerte en 1993, el músico de punk rock GG Allin fue menos conocido por su música que por sus travesuras tremendamente transgresoras, que incluyen llevar a cabo desnudos, defecar en el escenario, comer sus excrementos y arrojarlos en el público, recibir sexo oral de los fanes, automutilarse, pelearse con el público y con los miembros de su banda, y al parecer incendiar un ventilador en una presentación en Ann Arbor (Míchigan). Quizás el truco más famoso de Allin fue su afirmación de que se mataría a sí mismo en el escenario en un sacrificio para el rock and roll, aunque murió de una sobredosis de drogas.
En los años ochenta en Richmond (Virginia), GWAR se formó como una colaboración de artistas y músicos. Los miembros del grupo hacían sus propios trajes monstruo de lujo, que afirman que se inspiran en muchas de las criaturas de multiverso literario de H. P. Lovecraft, Los mitos de Cthulhu. GWAR frecuencia incorpora actuación extravagantes en sus espectáculos, como simulacros de justas y pretendiendo matan unos a otros. Por cierto, GWAR más tarde condenado a los roqueros shock por los actos de The Tutors, cuyos espectáculos típicamente aparecen gráficos de actos sexuales en vivo, en The Jerry Springer Show, por ser «demasiado fuera del límite».

## Actos remarcables
| - 3Teeth - Abney Park - AC/DC - Arthur Brown - Alice Cooper - Alestorm - Almafuerte - Amboy Dukes - Andrew W.K. - Antis - Asspera - Belisha - Bersuit Vergarabat - Björk - Black Sabbath - Bloodgood - Blue Cheer - Los Brujos - Brujería - Boom Boom Kid - Buckethead - Butthole Surfers - Cannibal Corpse - Children Of Dragon Maiden - Cock and Ball Torture - The Casualties - The Cog Is Dead - The Cramps - Coven - David Bowie - Dayglo Abortions - Dead Kennedys - Deadly Apples - Deli Creeps - Demented Are Go - The Dwarves - Emir Kusturica & The No Smoking Orchestra - Fantômas - The Flaming Lips - Frank Zappa - Frankenstein Drag Queens From Planet 13 - GG Allin - Genitorturers - The Gerogerigegege - Ghost - Gogol Bordello - Gorillaz - Gorgoroth - GWAR | - Hanatarash - Headkase - Heavysaurios - Hevisaurus - Hollywood Undead - Iggy Pop - Intoxicados - In This Moment - Iron Maiden - Jimi Hendrix - Judas Priest - Kapanga - Katzenjammer - Kettle Cadaver - Killus - King Diamond - Kiss - Korn - Korpiklaani - LATEX - LiZZard - Iwrestledabearonce - Mano Negra - Marilyn Manson - Masonna - Massacre - Mayhem - MC5 - The Mentors - Mercyful Fate - Mindless Self Indulgence - Misfits - Motograter - Mot The Hoople - Mötley Crüe - Mr. Bungle - Murderdolls - Mushroomhead - My Chemical Romance - New York Dolls - Nightmare Sonata - Nirvana - Notre Dame - Ozzy Osbourne | - The Plasmatics - Queen - Rammstein - Rhapsody Of Fire - Russkaja - Lou Reed - Rata Blanca - Richard Hell - Rob Zombie - Roger Waters - Rosemary's Billygoat - Rockbitch - The Rolling Stones - Panic! At The Disco - Pink Floyd - Primus - Screamin' Jay Hawkins - Screaming Lord Sutch - Scum of the Earth - Sepultura - Sex Pistols - Sleepytime Gorilla Museum - Slayer - Slipknot - Slits - Spacemak3r - Spinal Tap - Steam Powered Giraffe - The Stooges - Tarja Turunen - Tenacious D - Throbbing Gristle - Todos Tus Muertos - Tomahawk - Turbonegro - TMEP (Banda) - Turisas - Turmion Kätilöt - Twisted Sister - Undercover Slut - The Velvet Underground - Versailles - Viza - Voltaire (músico) - W.A.S.P. - White Zombie - The Who - Therion - Tool - Zombie Ghost Train - ZZ Top - Zorra - Tmep |